# Kasteler Ruder- und Kanu-Gesellschaft

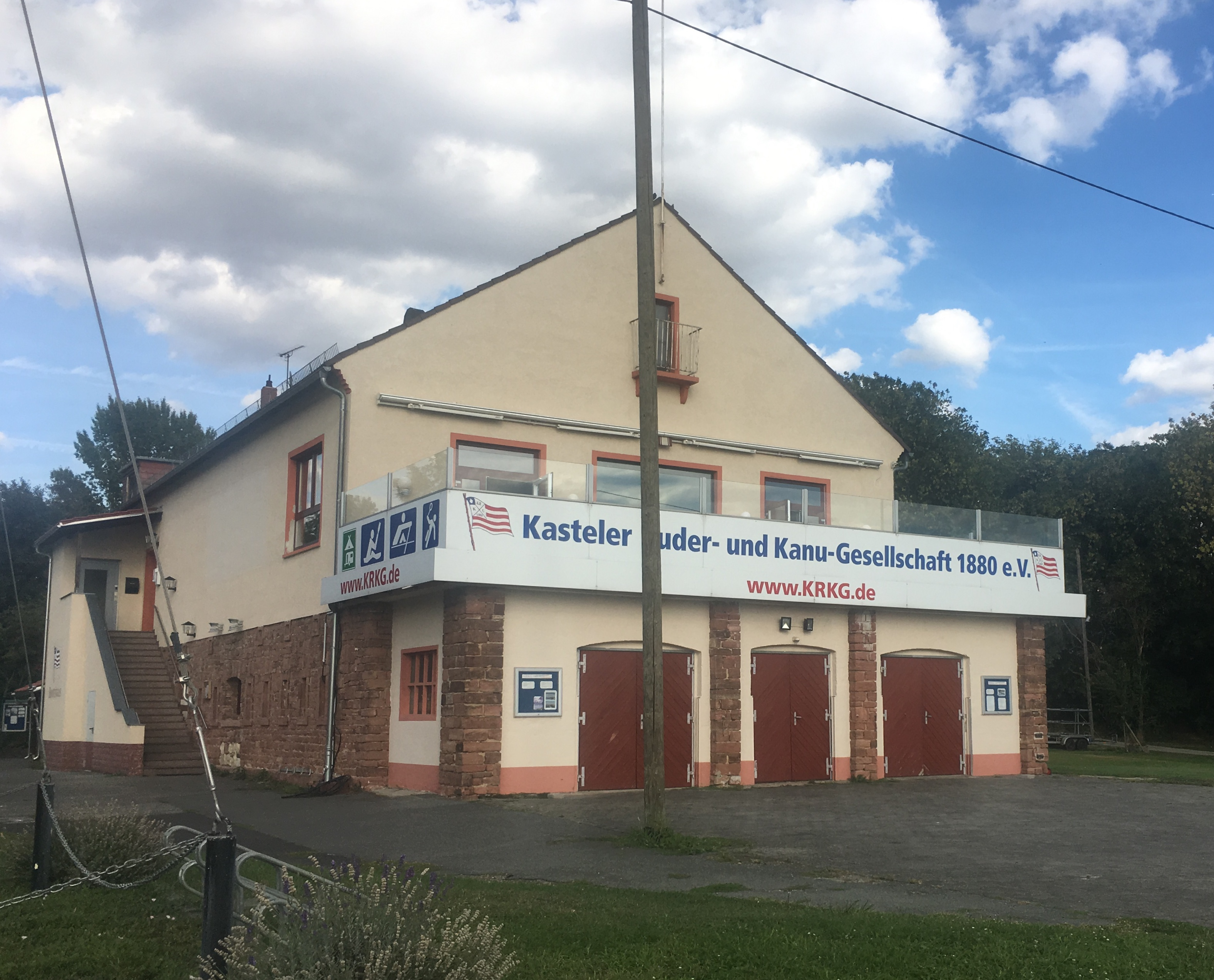
Bootshaus der KRKG

Die Kasteler Ruder- und Kanu-Gesellschaft 1880 e. V. (KRKG) ist ein Wassersportverein. Ursprünglich in Mainz-Kastel gegründet, ist er heute im benachbarten Mainz-Kostheim ansässig.
Die heutige KRKG geht auf die 1880 gegründete Casteler Ruder-Gesellschaft 1880 zurück. Sie ist damit einer der ältesten Sportvereine im Rhein-Main-Gebiet. 1938 fusionierte die Casteler Ruder-Gesellschaft 1880 mit dem Ruder-Club Germania 1895 und dem Verein für Wassersport 1933 zur Mainz-Kasteler Rudergesellschaft Germania 1880. Die letztmalige Umbenennung des Vereins zur Kasteler Ruder- und Kanu-Gesellschaft 1880 erfolgte nach dem Zweiten Weltkrieg.
Der Verein gliedert sich in drei Hauptsparten: Rudersport, Kanusport und Tennis. Die Wassersportsparten besitzen jeweils eine Renn- und Wandersportabteilung. Insgesamt hat die KRKG etwa 200 Mitglieder.
Das Bootshaus der KRKG befindet sich bei Rheinkilometer 497.5 auf der rechtsrheinischen Halbinsel Maaraue, die dem Wiesbadener Stadtteil Mainz-Kostheim vorgelagert ist, mit Blick auf die Mainzer Rheinpromenade. Der Verein betreibt dort auch eine Gastronomie und einen internationalen Campingplatz.

## Sportliche Erfolge
1940 und 1941
- Gewinn der Deutschen Ruder-Meisterschaften über 10.000 m durch die Gebrüder Kast

1962
- Deutsche Meisterschaft im Doppelzweier durch Josef Steffes-Mies und Jost Krause-Wichmann[5]
- Bronze-Medaille bei den Ruder-Weltmeisterschaften durch Josef Steffes-Mies und Jost Krause-Wichmann[6]

1963
- Deutsche Meisterschaft im Doppelzweier durch Josef Steffes-Mies und Jost Krause-Wichmann[5]
- Europameisterschaften, vierter Platz durch Josef Steffes-Mies und Jost Krause-Wichmann
- Deutsche Meisterschaft im Leichtgewichts-Doppelzweier, dritter Platz durch Axel Wittmann und Horst Neidlinger[7]

1964
- Olympische Sommerspiele, fünfter Platz im Doppelzweier durch Josef Steffes-Mies und Helmut Lebert[8]

1971
- Dritter Platz bei den Junioren-Weltmeisterschaften im Rudern

1977
- Titelgewinn bei der Deutschen Kanurennsport-Meisterschaften im K II über 500 m für Edgar Hartung und Otmar Meier[9] (in Renngemeinschaft mit dem VfK Dreisbach)
- Titelgewinn bei den Deutschen Kanurennsport-Meisterschaften im K IV über 500 m für Edgar Hartung, Jürgen Bohr, Christian van Eeden und Otmar Meier[9] (in Renngemeinschaft mit dem VfK Dreisbach)